# Steffen Iversen
Steffen Iversen (Oslo, Noruega, 10 de noviembre de 1976) es un exfutbolista noruego, se desempeñaba como delantero o extremo y actualmente se encuentra retirado.

## Trayectoria

### Primeros años
Steffen Iversen nació en Oslo, cuando su padre, Odd Iversen, jugaba en el Vålerenga. Su familia regresó a Trondheim cuando tenía tres años, y el primer club en el que jugó Iversen fue el club de su padre, el Rosenborg. Fichó por el SK Nationalkameratene a la edad de siete años, y el contrato, fechado el 16 de febrero de 1984, incluía una cláusula que establecía que Steffen Iversen en cualquier momento podía volver al Rosenborg sin cargo, y estaba firmado por su padre. Más tarde se mudó a Astor antes de unirse al departamento juvenil de Rosenborg en 1994, donde anotó seis goles en su debut con el equipo de reserva.
Se unió al equipo del primer equipo de Rosenborg en 1995 e hizo su debut en el primer partido de la temporada contra el Kongsvinger IL en Lerkendal el 21 de abril de 1995. Durante las dos temporadas que jugó en el Rosenborg, marcó 18 goles en 50 partidos, ganó dos campeonatos de liga consecutivos y jugó la Champions League. Su último partido en su primer período con el Rosenborg fue la famosa victoria contra el Milan en San Siro.

### Tottenham Hotspur and Wolverhampton Wanderers
En diciembre de 1996, se unió al Tottenham Hotspur por una tarifa de 2,3 millones de eeuros [6] e hizo su debut en la Premier League contra el Coventry City, cuatro días después de su último partido con el Rosenborg [3]. Pasó siete años en White Hart Lane, coronándose campeón de la Copa de la Liga 1999, anotó el gol de la victoria en la semifinal contra el Wimbledon.[7] Se convirtió en el máximo goleador del club en las temporadas 1998-99 y 1999-2000 con 11 y 16 goles respectivamente. Antes de la temporada 2003-04, firmó un contrato de un año con el Wolverhampton Wanderers, [8] después de un largo tiempo con problemas de lesiones. Marcó el primer gol de los Wolves en la Premier League, pero no fue prolífico, solo anotó 4 en 18 salidas.

### Vålerenga y vuelta al Rosenborg
En 2004, regresó a Noruega para jugar en el Vålerenga, donde desempeñó un papel crucial durante la temporada 2005 y ganó su tercera Tippeligaen, diez años después de la primera. Su contrato finalizó el 31 de octubre de 2005 y durante meses fue agente libre. Abundaban los rumores de que varios clubes mostraban su interés, incluidos el Mallorca, el Everton y su anterior club, el Vålerenga. El 10 de febrero de 2006, sorprendentemente, se anunció que quería regresar a su antiguo club, el Rosenborg, donde se anunció oficialmente su incorporación el 13 de febrero de 2006. En el Rosenborg, Iversen fue el jugador estrella y el máximo goleador del Rosenborg (18 goles) de la temporada 2006/07 y ayudó a su equipo a ganar el título, la cuarta medalla de Iversen.
Cuando el mercado de fichajes estaba a punto de reabrirse en invierno, el club belga K.R.C. Genk mostró un gran interés por comprarlo. Una cláusula en su contrato le permitía dejar el club si el nuevo contrato se firmaba antes de año nuevo. Después de muchas especulaciones y rumores, Iversen anunció que se quedaría en Rosenborg para consternación y decepción de Genk.

### Crystal Palace
Estuvo vinculado a varios clubes del Campeonato de Inglaterra en el verano de 2010; incluidos Crystal Palace, Norwich City e Ipswich Town, antes de fichar provisionalmente por Crystal Palace el 1 de enero de 2011. En su partido debut con Crystal Palace, anotó contra Preston después de 58 minutos, lo que le dio a Palace su primera victoria en cinco partidos. Marcó dos goles en 19 partidos durante los 13 meses que jugó en las Águilas, antes de ser liberado por el club el 31 de enero de 2012.

### Tercera etapa con el Rosenborg
Iversen se unió al Rosenborg por tercera vez en su carrera el 15 de febrero de 2012. Firmó un contrato de un año basado en el rendimiento, con una opción por un año más, y declaró que había regresado para ganar la liga. En noviembre de 2012 decidió retirarse del fútbol.[10]

### Trygg/Lade
Iversen se unió al club de división inferior Trygg/Lade como jugador-entrenador en 2018. El 19 de abril de 2018, dirigió a su equipo en una derrota por 2-4 contra su antiguo club, el Rosenborg, en la Copa Noruega de Fútbol de 2018.[11]

## Selección nacional

### Selecciones menores
Iversen era un habitual de la selección de Noruega Sub-21 y fue un gran contribuyente para que el equipo que obtuvo el tercer puesto en la Eurocopa Sub-21 1998, al marcar los tres goles de Noruega durante el campeonato, incluidos dos goles en la final y el partido por el tercer puesto contra Países Bajos Sub-21. En total, jugó 23 partidos con la selección sub-21 y anotó 17 goles.

#### Participaciones en selecciones menores
| Torneo                  | Sede    | Resultado     | Partidos | Goles |
| ----------------------- | ------- | ------------- | -------- | ----- |
| Eurocopa Sub-21 de 1998 | Rumania | Tercer puesto | 3        | 3     |

### Selección absoluta
Más tarde, ese mismo año, hizo su debut con la selección absoluta en el partido de clasificación para la Eurocopa 2000 contra Albania. Marcó su primer gol internacional el 20 de mayo de 1999 en un partido amistoso contra Jamaica, un partido que Noruega ganó 6-0. En el primer partido de Noruega en la Eurocopa 2000, Iversen anotó el gol de la victoria contra España con un cabezazo. El gol de Iversen sigue siendo el único gol de Noruega en un campeonato Europeo.
Iversen jugó regularmente para la selección nacional, en agosto de 2008 se quedó dormido antes de jugar un partido amistoso ante Irlanda el 20 de agosto de 2008 y fue enviado a casa por el entrenador Åge Hareide. Sin embargo, Iversen fue convocado para el próximo partido de clasificación para la Copa del Mundo 2010 contra Islandia, donde marcó los dos goles de Noruega.
El partido de clasificación para la Eurocopa 2012 contra Dinamarca el 26 de marzo de 2011 iba a ser su último partido con Noruega. En total logró 79 partidos internacionales, anotando 21 goles.

### Participaciones en Eurocopas
| Copa          | Sede                   | Resultado    | Partidos | Goles |
| ------------- | ---------------------- | ------------ | -------- | ----- |
| Eurocopa 2000 | Bélgica y Países Bajos | Primera fase | 3        | 1     |

## Estadísticas

### Clubes
| Club                               | Div.          | Temporada     | Liga  | Liga  | Copa  | Copa  | Internacional | Internacional | Total | Total | Prom. |
| Club                               | Div.          | Temporada     | Part. | Goles | Part. | Goles | Part.         | Goles         | Part. | Goles | Prom. |
| ---------------------------------- | ------------- | ------------- | ----- | ----- | ----- | ----- | ------------- | ------------- | ----- | ----- | ----- |
| Rosenborg BK · Noruega             |               |               |       |       |       |       |               |               |       |       |       |
| 1.ª                                | 1995          | 25            | 8     | 9     | 4     | 7     | 1             | 41            | 13    | 0,32  |       |
| 1.ª                                | 1996          | 25            | 10    | 4     | 4     | 8     | 2             | 37            | 16    | 0,43  |       |
| Total club                         | Total club    | 50            | 18    | 13    | 8     | 15    | 3             | 78            | 29    | 0,37  |       |
| Tottenham Hotspur FC Inglaterra    |               |               |       |       |       |       |               |               |       |       |       |
| 1.ª                                | 1996-97       | 16            | 6     | —     | —     | —     | —             | 16            | 6     | 0,38  |       |
| 1.ª                                | 1997-98       | 13            | 0     | —     | —     | —     | —             | 13            | 0     | 0,00  |       |
| 1.ª                                | 1998-99       | 27            | 9     | 10    | 2     | —     | —             | 37            | 11    | 0,30  |       |
| 1.ª                                | 1999-00       | 36            | 13    | 4     | 2     | 4     | 1             | 44            | 16    | 0,36  |       |
| 1.ª                                | 2000-01       | 14            | 2     | 2     | 0     | —     | —             | 16            | 2     | 0,13  |       |
| 1.ª                                | 2001-02       | 18            | 4     | 6     | 3     | —     | —             | 24            | 7     | 0,29  |       |
| 1.ª                                | 2002-03       | 19            | 1     | 3     | 0     | —     | —             | 22            | 1     | 0,05  |       |
| Total club                         | Total club    | 143           | 35    | 25    | 7     | 4     | 1             | 172           | 43    | 0,25  |       |
| Wolverhampton Wanderers Inglaterra | 1.ª           | 2003-04       | 16    | 4     | 3     | 0     | —             | —             | 19    | 4     | 0,21  |
| Wolverhampton Wanderers Inglaterra | Total club    | Total club    | 16    | 4     | 3     | 0     | 0             | 0             | 19    | 4     | 0,21  |
| Vålerenga IF · Noruega             | 1.ª           | 2004          | 11    | 4     | 8     | 4     | —             | —             | 19    | 8     | 0,42  |
| Vålerenga IF · Noruega             | 1.ª           | 2005          | 21    | 7     | 5     | 2     | 3             | 2             | 29    | 11    | 0,38  |
| Vålerenga IF · Noruega             | Total club    | Total club    | 32    | 11    | 13    | 6     | 3             | 2             | 48    | 19    | 0,40  |
| Rosenborg BK · Noruega             | 1.ª           | 2006          | 24    | 17    | 8     | 8     | —             | —             | 32    | 25    | 0,78  |
| Rosenborg BK · Noruega             | 1.ª           | 2007          | 23    | 13    | 2     | 1     | 10            | 4             | 35    | 18    | 0,51  |
| Rosenborg BK · Noruega             | 1.ª           | 2008          | 22    | 10    | 2     | 5     | 12            | 6             | 36    | 21    | 0,58  |
| Rosenborg BK · Noruega             | 1.ª           | 2009          | 29    | 9     | 3     | 1     | 5             | 1             | 36    | 11    | 0,31  |
| Rosenborg BK · Noruega             | 1.ª           | 2010          | 30    | 14    | 6     | 3     | 12            | 1             | 48    | 18    | 0,38  |
| Rosenborg BK · Noruega             | Total club    | Total club    | 128   | 63    | 21    | 18    | 39            | 12            | 188   | 93    | 0,49  |
| Crystal Palace FC Inglaterra       | 2.ª           | 2010-11       | 17    | 2     | 1     | 0     | —             | —             | 18    | 2     | 0,11  |
| Crystal Palace FC Inglaterra       | 2.ª           | 2011-12       | 3     | 0     | 2     | 0     | —             | —             | 5     | 0     | 0,00  |
| Crystal Palace FC Inglaterra       | Total club    | Total club    | 20    | 2     | 3     | 0     |               |               | 23    | 2     | 0,09  |
| 'Rosenborg BK' · Noruega           | 1.ª           | 2012          | 21    | 6     | 2     | 2     | 9             | 0             | 32    | 8     | 0,25  |
| 'Rosenborg BK' · Noruega           | Total club    | Total club    | 21    | 6     | 2     | 2     | 9             | 0             | 32    | 8     | 0,25  |
| Total carrera                      | Total carrera | Total carrera | 410   | 139   | 80    | 41    | 70            | 18            | 560   | 198   | 0,35  |

## Palmarés

### Campeonatos nacionales
| Título          | Club              | País    | Año  |
| --------------- | ----------------- | ------- | ---- |
| Eliteserien     | Rosenborg BK      | Noruega | 1995 |
| Copa de Noruega | Rosenborg BK      | Noruega | 1996 |
| Eliteserien     | Rosenborg BK      | Noruega | 1996 |
| Eliteserien     | Vålerenga Fotball | Noruega | 2005 |
| Eliteserien     | Rosenborg BK      | Noruega | 2006 |
| Eliteserien     | Rosenborg BK      | Noruega | 2009 |
| Eliteserien     | Rosenborg BK      | Noruega | 2010 |